# Сеноманські вапняки (Яришів)
Сенома́нські вапняки́ — геологічна пам'ятка природи місцевого значення.
Розташована біля с. Лядова Могилів-Подільського району Вінницької області у долині р. Лядова. Оголошено відповідно до Рішення Вінницького облвиконкому від 30.07.1969 р. № 441 та від 29.08.1984 р. № 371. Охороняється ділянка мальовничих скельних утворів складених вапняками сеноманського віку.